# Italienische Erzschleiche
Die Italienische Erzschleiche (Chalcides chalcides) ist eine Echsenart aus der Gattung der Walzenskinke (Chalcides) in der Familie der Skinke (Scincidae).

## Merkmale
Die bis 48 cm lange Italienische Erzschleiche ist schlangenartig gebaut. Arme und Beine sind stark reduziert, tragen jeweils drei Finger bzw. Zehen und haben bei der Fortbewegung kaum noch eine Funktion.
Oberseitig ist das Tier gelblich, braun oder grau. Verschieden viele und breite Längsstreifen ziehen sich über Körper und Schwanz.

## Vorkommen

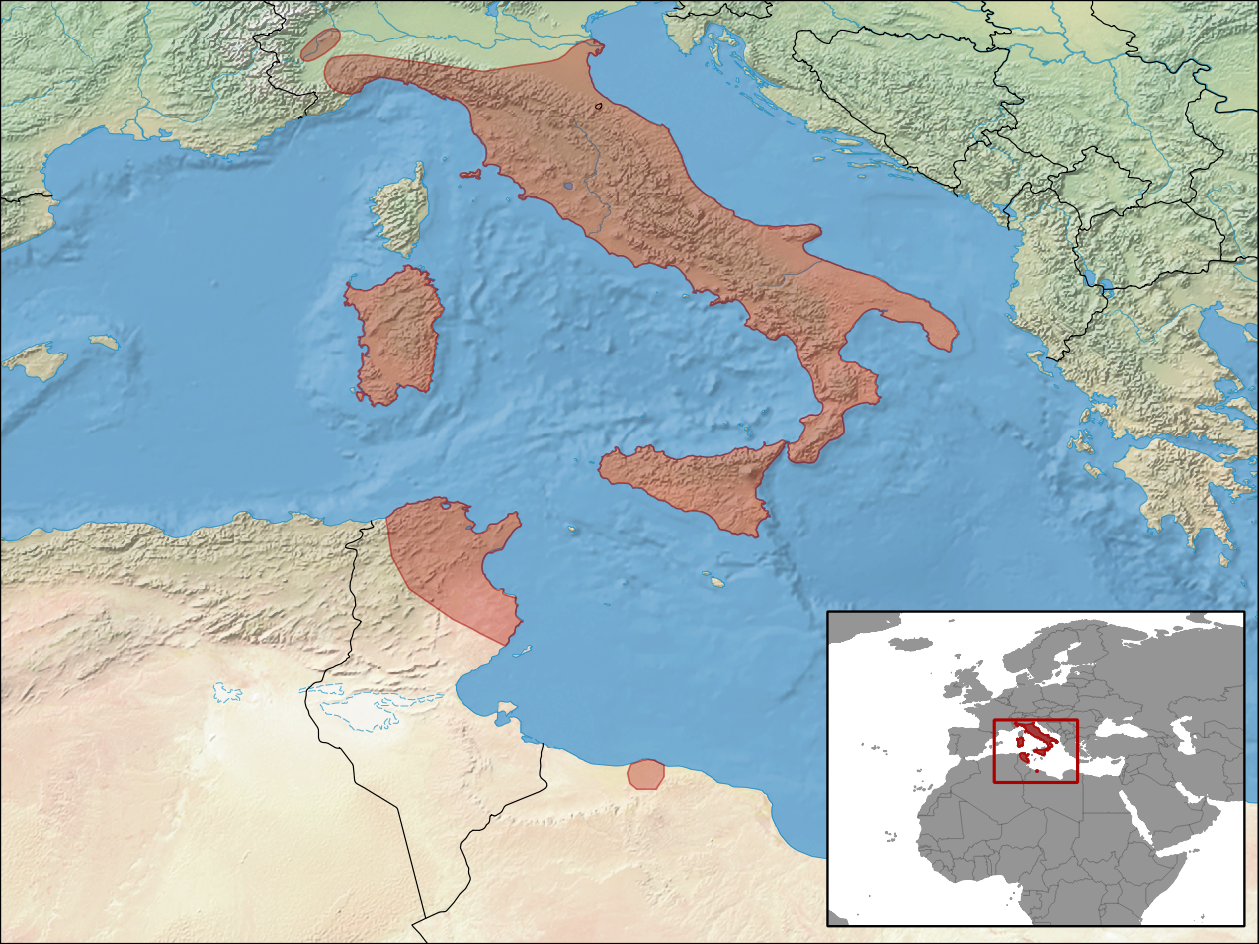
Verbreitungsgebiet

Das Verbreitungsgebiet erstreckt sich über Italien mit Ausnahme des Alpengebietes, einschließlich der Inseln Sardinien, Sizilien und Elba. Die früher als Unterart geführte Westliche Erzschleiche (Chalcides striatus) lebt dagegen auf der Iberischen Halbinsel und in Südfrankreich. Beide Arten bevorzugen sandige, grasbewachsene Hänge und meiden Wälder.

## Lebensweise und Fortpflanzung
Die Italienische Erzschleiche ernährt sich von verschiedenen Gliedertieren. Nach der Winterruhe paaren sich die Erzschleichen von März bis April. Italienische Erzschleichen sind ovovivipar und bringen bis zu 7 Jungtiere zur Welt.